# Beauchamps-sur-Huillard
Beauchamps-sur-Huillard är en kommun i departementet Loiret i regionen Centre-Val de Loire strax norr Frankrikes mitt. Kommunen ligger i kantonen Bellegarde som tillhör arrondissementet Montargis. År 2022 hade Beauchamps-sur-Huillard 402 invånare.

## Befolkningsutveckling
Antalet invånare i kommunen Beauchamps-sur-Huillard
| Referens: INSEE |